# Carré bimagique
En mathématiques, un carré bimagique est un carré multimagique qui reste magique si tous les nombres qu'il contient sont élevés au carré. Le premier carré bimagique connu est d'ordre 8 et de constante magique 260 :
{\displaystyle {\begin{bmatrix}16&41&36&5&27&62&55&18\\26&63&54&19&13&44&33&8\\1&40&45&12&22&51&58&31\\23&50&59&30&4&37&48&9\\38&3&10&47&49&24&29&60\\52&21&32&57&39&2&11&46\\43&14&7&34&64&25&20&53\\61&28&17&56&42&15&6&35\end{bmatrix}}}
Le plus petit carré bimagique connu, dû à Jaroslaw Wroblewski en 2006, est d'ordre 6.